# بابليسي
شركة بابليسي جروب هي شركة فرنسية متعددة الجنسيات للإعلان والعلاقات العامة، وهي أقدم وأكبر شركات التسويق والاتصالات في العالم، من حيث الإيرادات، ومقرها في باريس.
بعد عام 1945، نمت وكالة الإعلان غير المعروفة ومقرها باريس بسرعة، لتصبح رابع أكبر وكالة في العالم. كانت رائدة في الترويج ما بعد الحرب الازدهار الاقتصادي في فرنسا، وخاصة التوسع في صناعة الإعلان. لقد كانت ناجحة بسبب علاقاتها الوثيقة مع كبار المسؤولين في الحكومة الفرنسية، واستخدامها الذكي للرموز للترويج لنفسها، وقدرتها على جذب العملاء من الصناعات المتنامية على نطاق واسع.

إنها واحدة من شركات الوكالات «الأربعة الكبار»، إلى جانب دبليو بي بي وأنتربلبليك وأومنيكوم. يرأس شركة بابليسي آرثر سادون، وتوفر وكالاتها الإعلان الرقمي والتقليدي، والخدمات الإعلامية وخدمات التسويق (SAMS) للعملاء الوطنيين والمتعددي الجنسيات.

## روابط خارجية
- الموقع الرسمي
- الموقع الرسمي: نورون